# Joey Hand
Joseph Alan „Joey“ Hand (* 10. Februar 1979 in Sacramento, Kalifornien) ist ein US-amerikanischer Automobilrennfahrer. Er gewann 1999 die Star Mazda Series und wurde 2011 Sieger beim 24-Stunden-Rennen von Daytona. Von 2006 bis 2012 trat er in der American Le Mans Series (ALMS) an. Von 2012 bis 2014 startete er zudem in der DTM.

## Karriere
Hand begann seine Motorsportkarriere 1991 im Kartsport, in dem er bis 1996 aktiv war. Darüber hinaus debütierte er 1996 in der US SCCA Formel Mazda im Formelsport. 1998 ging er in der Star Mazda West Coast an den Start. Er gewann ein Rennen und wurde Vierter in der Meisterschaft. 1999 trat er in der Star Mazda Series an und wurde der erste Meister dieser Rennserie. 2000 erholte sich Hand von einem Unfall, den er sich bei einem Kartrennen zugezogen hatte. Er trat nur zu einem Rennen der Barber Dodge Pro Series an. Darüber hinaus nahm er in Europa an der Winterserie der Formel Palmer Audi teil und wurde Sechster.
2001 wechselte Hand in die Atlantic Championship und ging für DSTP Motorsports an den Start. Hand gewann zwei Rennen und beendete die Meisterschaft auf dem dritten Platz. 2002 nahm Hand nur an der halben Atlantic-Championship-Saison teil. Die andere Saisonhälfte wurde Buddy Rice eingesetzt. Hand erzielte mit einem dritten Platz die beste Platzierung für das Team und beendete die Saison auf dem zwölften Meisterschaftsrang. 2003 bestritt Hand wieder die vollständige Saison für DSTP Motorsports. Mit einem zweiten Platz als bestes Ergebnis schloss er die Saison auf dem siebten Platz in der Meisterschaft ab.
2004 fand Hand kein Vollzeit-Cockpit im Formelsport und legte sein Hauptaugenmerk schließlich in auf den GT-Sport. Er startete in der Rolex Sports Car Series. Er gewann einmal die GT-Wertung und schloss die Saison auf dem sechsten Platz der GT-Wertung ab. Außerdem absolvierte er noch drei Monoposto-Rennen: Zweimal trat er in der US-amerikanischen Formel BMW, einmal in der Atlantic Championship an. 2005 gewann er viermal die GT-Wertung in der Rolex Sports Car Series und beendete die Saison als Vierter der GT-Wertung.
2006 konzentrierte sich Hand auf sein Engagement in der American Le Mans Series (ALMS). Mit drei Podest-Platzierungen in der GT2-Klasse belegte er den siebten Platz in der GT2-Wertung. Darüber hinaus nahm er an vier Rennen der Rolex Sports Car Series teil. 2007 wurde er 22. in der GT2-Wertung der American Le Mans Series. Darüber hinaus debütierte er in der DP-Klasse der Rolex Sports Car Series und nahm an drei Rennen teil. Außerdem trat er zu zwei Rennen der SCCA World Challenge und einem Rennen in der GT-Wertung der Rolex Sports Car Series an. 2008 absolvierte Hand die komplette Saison in der DP-Wertung der Rolex Sports Car Series und wurde mit einer Podest-Platzierung 13. Darüber hinaus nahm er viermal an der GT2-Klasse der ALMS teil. 2009 ging Hand in der Grand-Am Koni Challenge an den Start und wurde mit einem Sieg 15. der GS-Wertung. Außerdem nahm er in einem BMW M3 E92 an der ALMS teil. Er gewann einmal die GT2-Wertung und belegte den 20. Rang dieser Wertung.

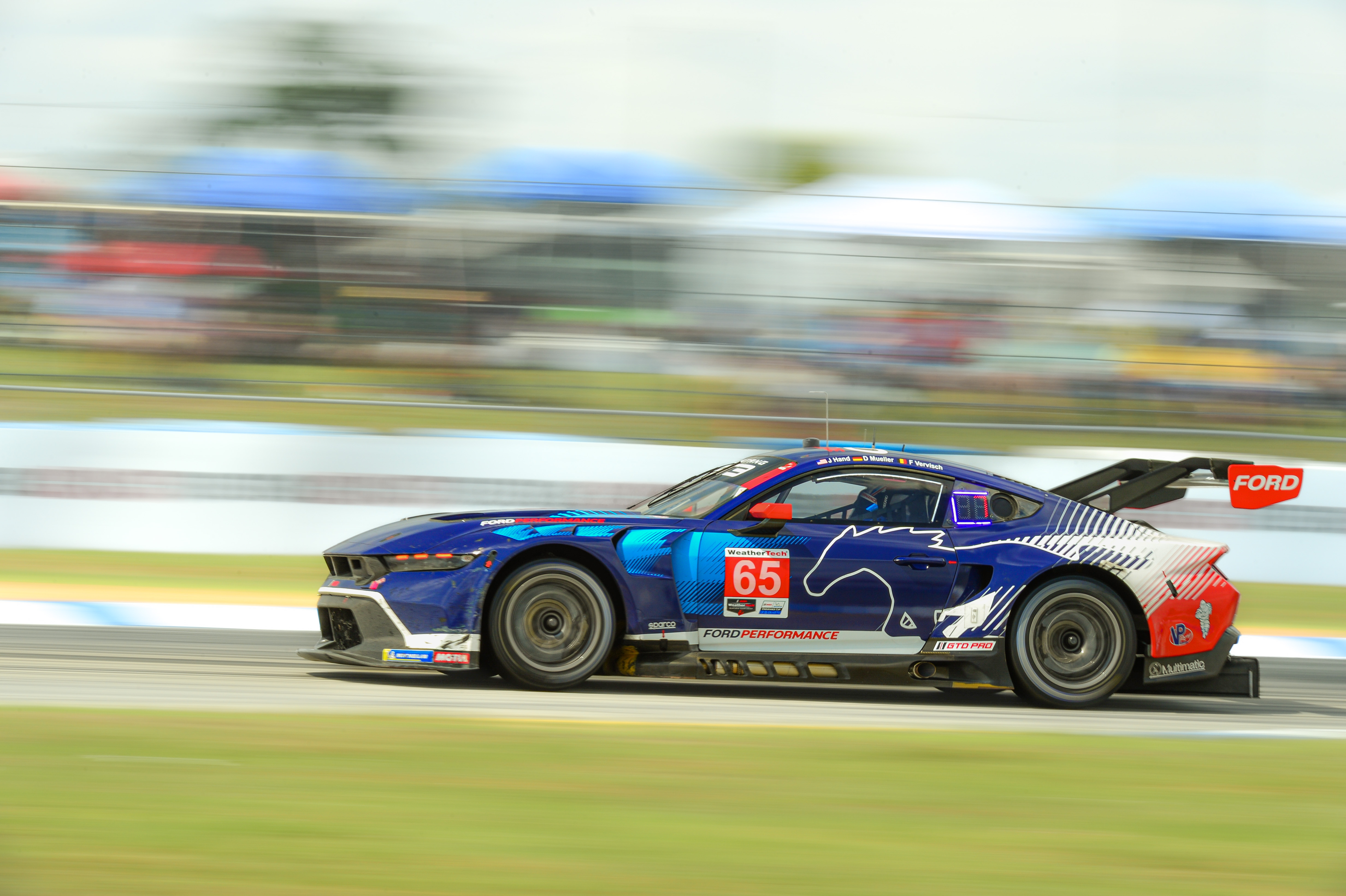
Der von Joey Hand beim 12-Stunden-Rennen von Sebring 2024 gefahrene Ford Mustang GT3

2010 war Hand in drei Rennserien in einem BMW aktiv. Zusammen mit seinem Teamkollegen Dirk Müller gewann er einmal die GT-Wertung der ALMS und wurde Siebter in dieser Wertung. Darüber hinaus wurde er mit zwei Siegen Dritter in der GS-Wertung der Continental Tire Sports Car Challenge und er gewann einmal die GT-Wertung der Rolex Sports Car Series. 2011 blieb Hand in allen drei Rennserien aktiv. Für Chip Ganassi Racing gewann er auf einem Riley-BMW das 24-Stunden-Rennen von Daytona. Darüber hinaus entschied Hand die GT-Wertung der ALMS mit drei Wertungssiegen zusammen mit seinem Teamkollegen Dirk Müller für sich. Außerdem debütierte Hand 2011 beim 24-Stunden-Rennen von Le Mans. Er nahm zusammen mit Dirk Müller und Andy Priaulx in einem BMW M3 GT2 teil und wurde 15. im Gesamt- sowie Dritter im LMGTE-Pro-Klassement.
2012 trat Hand mit BMW in der DTM an. Er fuhr für Reinhold Motorsport und war Teamkollege des amtierenden Meisters Martin Tomczyk. Während sein Markenkollege Bruno Spengler den Meistertitel gewann, wurde Hand als schlechtester BMW-Pilot 20. der Gesamtwertung. Parallel dazu blieb Hand eine weitere Saison mit BMW in der ALMS, trat jedoch nicht mehr zu jedem Rennen an. Er gewann in der GT-Klasse beim Saisonauftakt und wurde Siebter in der GT-Wertung. Außerdem nahm er erneut am 24-Stunden-Rennen von Daytona teil und beendete es auf dem sechsten Platz. 2013 wechselte Hand innerhalb der BMW-DTM-Teams zu Racing Bart Mampaey (RBM). Am Saisonende lag er auf dem zwölften Gesamtrang. In der ALMS fuhr er sechs Rennen und stand in der GT-Klasse zweimal auf dem Podium. Außerdem trat er zu zwei Rennen der Rolex Sports Car Series an. 2014 blieb Hand in der DTM bei RBM. Am Saisonende belegte er den 20. Platz im Gesamtklassement. Darüber hinaus bestritt er drei Rennen in der GTLM-Klasse der neugegründeten United SportsCar Championship (USCC).

## Statistik

### Karrierestationen
| - 1991–1996: Kartsport - 1996: US SCCA Formel Mazda - 1998: Star Mazda West Coast (Platz 4) - 1999: Star Mazda Series (Meister) - 2000: Barber Dodge Pro Series (Platz 25) - 2000: Formel Palmer Audi, Winterserie (Platz 6) - 2001: Atlantic Championship (Platz 3) - 2002: Atlantic Championship (Platz 12) - 2003: Atlantic Championship (Platz 7) - 2004: Rolex Sports Car Series, GT (Platz 6) - 2004: US-amerikanische Formel BMW (Platz 11) - 2004: Atlantic Championship (Platz 20) - 2005: Rolex Sports Car Series, GT (Platz 4) | - 2006: ALMS, GT2 (Platz 7) - 2006: Rolex Sports Car Series, GT (Platz 28) - 2007: ALMS, GT2 (Platz 22) - 2007: Rolex Sports Car Series, DP (Platz 56) - 2007: Rolex Sports Car Series, GT - 2007: SCCA World Challenge - 2008: Rolex Sports Car Series, DP (Platz 13) - 2008: ALMS, GT2 (Platz 46) - 2009: Grand-Am Koni Challenge, GS (Platz 15) - 2009: ALMS, GT2 (Platz 20) - 2010: Continental Tire Sports Car Challenge, GS (Platz 3) - 2010: ALMS, GT (Platz 7) - 2010: Rolex Sports Car Series, GT (Platz 15) | - 2010: Rolex Sports Car Series, DP (Platz 49) - 2011: ALMS, GT (Meister) - 2011: Continental Tire Sports Car Challenge, GS (Platz 18) - 2011: Rolex Sports Car Series, DP (Platz 23) - 2011: Rolex Sports Car Series, GT (Platz 42) - 2011: International V8 Supercars Championship (Platz 68) - 2012: DTM (Platz 20) - 2012: ALMS, GT (Platz 7) - 2012: Rolex Sports Car Series, DP (Platz 31) - 2013: DTM (Platz 12) - 2013: ALMS, GT (Platz 12) - 2013: Rolex Sports Car Series, DP (Platz 29) - 2014: DTM (Platz 20) - 2014: USCC, GTLM (Platz 23) |

### Le-Mans-Ergebnisse
| Jahr | Team                         | Fahrzeug   | Teamkollege | Teamkollege        | Platzierung             | Ausfallgrund |
| ---- | ---------------------------- | ---------- | ----------- | ------------------ | ----------------------- | ------------ |
| 2011 | BMW Motorsport               | BMW M3 GT2 | Dirk Müller | Andy Priaulx       | Rang 15                 |              |
| 2016 | Ford Chip Ganassi Team USA   | Ford GT    | Dirk Müller | Sébastien Bourdais | Rang 18 und Klassensieg |              |
| 2017 | Ford Chip Ganassi Team USA   | Ford GT    | Dirk Müller | Tony Kanaan        | Rang 22                 |              |
| 2018 | Ford Chip Ganassi Racing     | Ford GT    | Dirk Müller | Sébastien Bourdais | Rang 17                 |              |
| 2019 | Ford Chip Ganassi Racing USA | Ford GT    | Dirk Müller | Sébastien Bourdais | disqualifiziert         |              |

### Sebring-Ergebnisse
| Jahr | Team                                   | Fahrzeug              | Teamkollege         | Teamkollege        | Platzierung             | Ausfallgrund    |
| ---- | -------------------------------------- | --------------------- | ------------------- | ------------------ | ----------------------- | --------------- |
| 2001 | Prototype Technology Group             | BMW M3 E46            | Bill Auberlen       | Niclas Jönsson     | Ausfall                 | Motorschaden    |
| 2006 | BMW Team PTG                           | BMW M3 E46            | Bill Auberlen       | Ian James          | Ausfall                 | Getriebeschaden |
| 2007 | Panoz Team PTG                         | Panoz Esperante GT-LM | Bill Auberlen       | Tom Kimber-Smith   | Ausfall                 | Leck im Öltank  |
| 2008 | Panoz Team PTG                         | Panoz Esperante GT-LM | Tommy Milner        | Tom Sutherland     | Ausfall                 | Mechanik        |
| 2009 | BMW Rahal Letterman Racing             | BMW M3 E92            | Bill Auberlen       |                    | Ausfall                 | Mechanik        |
| 2010 | BMW Rahal Letterman Racing             | BMW M3 E92            | Dirk Müller         | Andy Priaulx       | Rang 8                  |                 |
| 2011 | BMW Motorsport                         | BMW M3 E92 GT         | Dirk Müller         | Andy Priaulx       | Rang 10                 |                 |
| 2012 | BMW Team RLL                           | BMW M3 E92            | Dirk Müller         | Jonathan Summerton | Rang 17 und Klassensieg |                 |
| 2013 | BMW Team RLL                           | BMW Z4 GTE            | Dirk Müller         | John Edwards       | Rang 22                 |                 |
| 2014 | BMW Team RLL                           | BMW Z4 GTLM           | Bill Auberlen       | Andy Priaulx       | Rang 14                 |                 |
| 2015 | Chip Ganassi Racing with Felix Sabates | Riley MkXXVI          | Scott Pruett        | Scott Dixon        | Rang 4                  |                 |
| 2016 | Ford Chip Ganassi Racing               | Ford GT               | Dirk Müller         | Sébastien Bourdais | Rang 24                 |                 |
| 2017 | Ford Chip Ganassi Racing               | Ford GT               | Dirk Müller         | Sébastien Bourdais | Rang 8                  |                 |
| 2018 | Ford Chip Ganassi Racing               | Ford GT               | Dirk Müller         | Sébastien Bourdais | Ausfall                 | Unfall          |
| 2019 | Ford Chip Ganassi Racing               | Ford GT               | Dirk Müller         | Sébastien Bourdais | Rang 11                 |                 |
| 2020 | Heinricher Racing with MSR             | Acura NSX GT3         | Trent Hindman       | Misha Goikhberg    | Rang 23                 |                 |
| 2024 | Ford Multimatic Motorsports            | Ford Mustang GT3      | Dirk Müller         | Frédéric Vervisch  | Rang 27                 |                 |
| 2025 | Gradient Racing                        | Ford Mustang GT3      | Till Bechtolsheimer | Tatiana Calderón   | Rang 41                 |                 |

### Einzelergebnisse in der DTM
| Saison | Team         | Hersteller | 1   | 2   | 3   | 4   | 5   | 6   | 7   | 8   | 9   | 10  | Punkte | Rang |
| ------ | ------------ | ---------- | --- | --- | --- | --- | --- | --- | --- | --- | --- | --- | ------ | ---- |
| 2012   | BMW Team RMG | BMW        | HO1 | LAU | BRH | SPI | NOR | NÜR | ZAN | OSC | VAL | HO2 | 6      | 20.  |
| 2012   | BMW Team RMG | BMW        | 13  | 14  | 13  | 9   | 14  | 18  | 14  | 11  | 15* | 8   | 6      | 20.  |
| 2013   | BMW Team RBM | BMW        | HO1 | BRH | SPI | LAU | NOR | MOS | NÜR | OSC | ZAN | HO2 | 32     | 12.  |
| 2013   | BMW Team RBM | BMW        | 7   | 5   | DNF | 15  | 8   | 7   | DNF | 16  | 7   | 20  | 32     | 12.  |
| 2014   | BMW Team RBM | BMW        | HO1 | OSC | HUN | NOR | MOS | SPI | NÜR | LAU | ZAN | HO2 | 8      | 20.  |
| 2014   | BMW Team RBM | BMW        | 10  | 15  | 15  | 7   | 17  | 12  | 17  | 11  | 10  | 15  | 8      | 20.  |

| Legende  | Legende            | Legende                                                          |
| Farbe    | Abkürzung          | Bedeutung                                                        |
| -------- | ------------------ | ---------------------------------------------------------------- |
| Gold     | –                  | Sieg                                                             |
| Silber   | –                  | 2. Platz                                                         |
| Bronze   | –                  | 3. Platz                                                         |
| Grün     | –                  | Platzierung in den Punkten                                       |
| Blau     | –                  | Klassifiziert außerhalb der Punkteränge                          |
| Violett  | DNF                | Rennen nicht beendet (did not finish)                            |
| Violett  | NC                 | nicht klassifiziert (not classified)                             |
| Rot      | DNQ                | nicht qualifiziert (did not qualify)                             |
| Rot      | DNPQ               | in Vorqualifikation gescheitert (did not pre-qualify)            |
| Schwarz  | DSQ                | disqualifiziert (disqualified)                                   |
| Weiß     | DNS                | nicht am Start (did not start)                                   |
| Weiß     | WD                 | zurückgezogen (withdrawn)                                        |
| Hellblau | PO                 | nur am Training teilgenommen (practiced only)                    |
| Hellblau | TD                 | Freitags-Testfahrer (test driver)                                |
| ohne     | DNP                | nicht am Training teilgenommen (did not practice)                |
| ohne     | INJ                | verletzt oder krank (injured)                                    |
| ohne     | EX                 | ausgeschlossen (excluded)                                        |
| ohne     | DNA                | nicht erschienen (did not arrive)                                |
| ohne     | C                  | Rennen abgesagt (cancelled)                                      |
| ohne     | keine WM-Teilnahme |                                                                  |
| sonstige | P/fett             | Pole-Position                                                    |
| sonstige | 1/2/3/4/5/6/7/8    | Punktplatzierung im Sprint-/Qualifikationsrennen                 |
| sonstige | SR/kursiv          | Schnellste Rennrunde                                             |
| sonstige | *                  | nicht im Ziel, aufgrund der zurückgelegten Distanz aber gewertet |
| sonstige | ()                 | Streichresultate                                                 |
| sonstige | unterstrichen      | Führender in der Gesamtwertung                                   |